# 博胡斯拉夫·卡尔利克
博胡斯拉夫·卡尔利克（捷克語：Bohuslav Karlík，1908年11月25日—1996年9月29日），捷克男子皮划艇运动员。他曾代表捷克斯洛伐克参加1936年和1952年夏季奥林匹克运动会皮划艇比赛，其中1936年奥运会获得一枚银牌。